# Быков, Виктор Михайлович
Быков Виктор Михайлович (1880, Екатеринбург, Пермская губерния — 1925, Ленинград) — российский и советский горный техник, участник революционного движения, литератор, партийный и советский деятель. Председатель управления рудниками Криворожского и Никопольского районов (1919).

## Биография
Родился в 1880 году в Екатеринбурге в семье мелкого торговца. Брат Павла Быкова.
В 1898 году окончил Уральское горное училище, работал на Урале, в Забайкалье, Тургайской области, городе Николаеве, на Ревдинском заводе, Кругобайкальской железной дороге, электростанции в Екатеринбурге.
В 1904 году — секретарь Общества уральский горных техников. Член РСДРП(б) с 1904 года. Создал нелегальную большевистскую газету в Екатеринбурге.
В 1905—1907 годах — член Златоустовской организации РСДРП(б), избирался в городской совет рабочих депутатов. Участник рабочего движения на Златоустовском металлургическом заводе, уволен за политическую деятельность.
Осенью 1906 года вернулся в Екатеринбург, работал репортёром газеты «Уральская жизнь». В 1907 году — издатель-редактор ежемесячного журнала «Уральский техник». В 1910 году арестован и посажен в тюрьму, в 1911—1914 годах в ссылке в Вологодской губернии. С октября 1916 года — редактор журнала «Уральский техник». 
После Февральской революции вёл партийную работу на Урале. В октябре 1917 года занимался национализацией производств, избран в Уральский областной совет для работы по снабжению. В 1918 году — на хозяйственных должностях в Москве.
Участник гражданской войны в России и борьбы за власть Советов на Украине.
Весной 1919 года по поручению ВСНХ РСФСР направлен в Кривбасс и назначен председателем управления рудниками Криворожского и Никопольского районов, руководил национализацией рудников.
Во время деникинщины был арестован контрразведкой. После освобождения советскими войсками в 1920 году вернулся на Урал.
С 1920 года — заместитель председателя Уральского горного комитета (Екатеринбург), редактор газет «Промышленность Урала», «Серп и молот», «Забойщик», «Уральский рабочий», член редколлегии журнала «Экономический путь». 
В 1922 году — заведующий Уралистпартом.
Умер в 1925 году в Ленинграде.

## Научная деятельность
Активный участник пропаганды историческо-революционной тематики, развития исторической науки на Урале, автор ряда работ по истории революции и гражданской войны на Урале.
Автор нескольких исторических работ, составитель и редактор ряда книг, в т. ч. справочника-путеводителя «Свердловск — столица Урала». 

## Память
- Именем названа улица в Екатеринбурге[2].